# 다이안 손

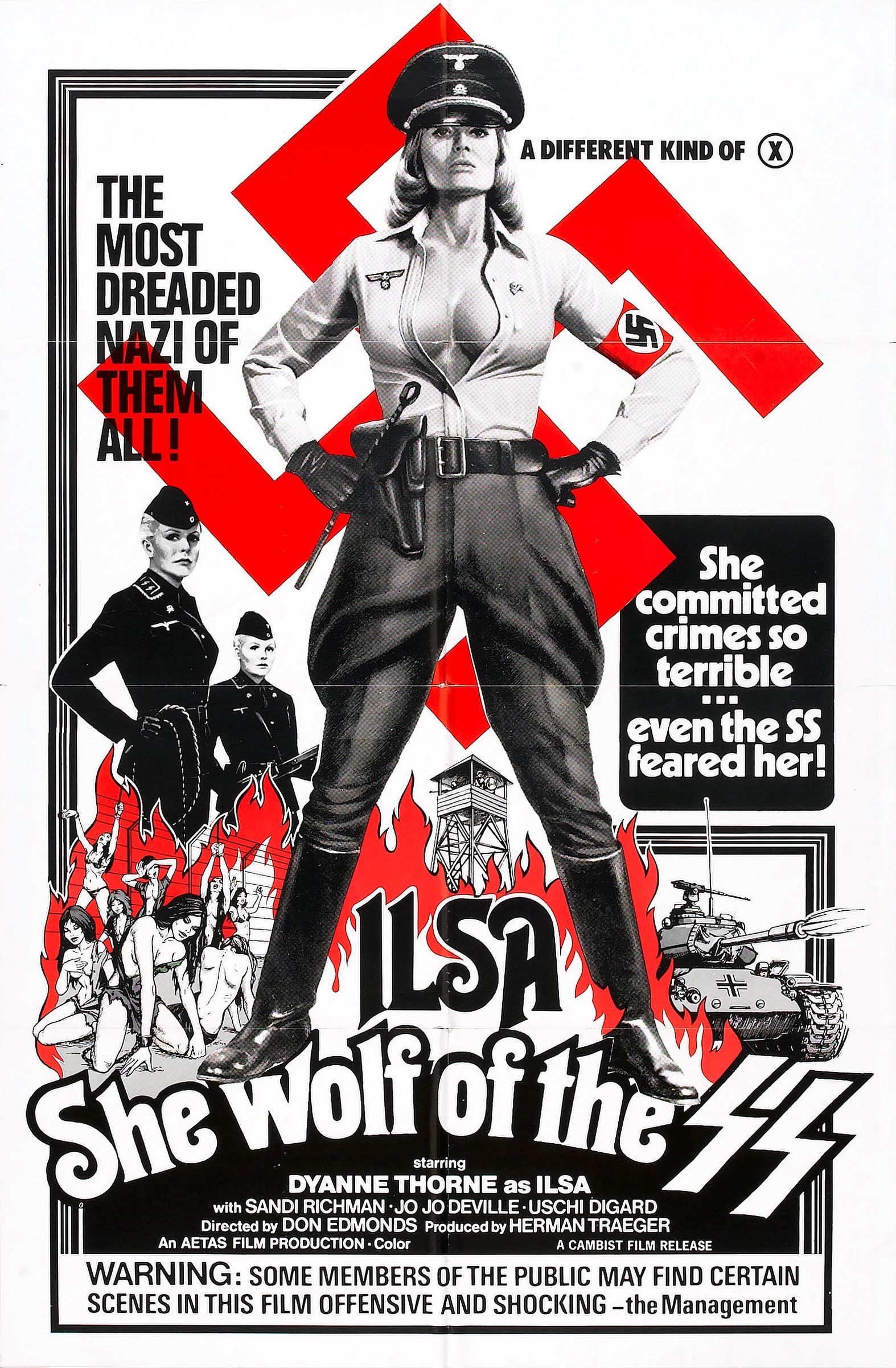

다이안 손(Dyanne Thorne, 1932년 10월 14일 ~ 2020년 1월 28일)는 미국의 영화배우, 모델, 배우, 글래머 모델이다.
그리니치에서 태어났으며 라스베이거스에서 사망하였다. 사인은 췌장암이다.

## 영화
- CIA 요원 닉 (1987년)
- 일사 4 - 시베리아 14 수용소 (1978년)
- 일사 3 - 악질 간수 (1977년)
- 일사 2 - 오일 시크의 하렘 키퍼 (1976년)
- 더 스위닝 바메이드 (1975년)
- 일사 - 나치 친위대의 색녀 (1974년)
- 대통령의 분석 (1967년)